# Lantis
Lantis Co., Ltd (яп. 株式会社ランティス  Кабусики гайся рантису) — японская компания и звукозаписывающий лейбл.

## О лейбле
Основан в 1999 году. В сферу деятельности компании в основном входит работа с японскими музыкантами, а также саундтреки к аниме и видеоиграм. С мая 2006 является дочерней компанией холдинга Namco Bandai.
В составл лейбла входят дочерние компании Mellow Head (дистрибьютор: Geneon Universal Entertainment), Glory Heaven (дистрибьютор: Sony Music Entertainment Japan) и Kiramune.
В 2018 году было объявлено о реструктуризации дочерних компаний Bandai Namco и создании нового подразделения Bandai Namco Arts, в состав которого вошли Lantis и видео-подразделение Bandai Visual.

## Артисты
- Ай Симидзу
- Айра Юки
- Аки Мисато
- ALI PROJECT
- Ая Хирано (до 2011 г.[3])
- Ceui
- ChouCho
- CooRie
- Дайсукэ Оно
- Эри Китамура
- Eufonius
- Faylan
- G.Addict
- Granrodeo
- Хэкиру Сиина

- Хиронобу Кагэяма
- Hyadain
- JAM Project
- Тэцуя Какихара
- Кэнъити Судзумура
- Kukui
- Larval stage planning
- LAZY
- Little Non
- Маи Накахара
- Масааки Эндо
- Масуми Ито
- Meg Rock
- Мэгуми Огата
- Milktub

- Milky Holmes
- Минами Курибаяси
- Минори Тихара
- Миюки Хасимото
- Mosaic.wav
- nano.RIPE
- Нацуко Асо
- OLDCODEX
- Oranges & Lemons
- Rey
- Riryka
- R.O.N
- Рёко Синтани
- Сакура Ногава
- Саори Ацуми

- Саяка Сасаки
- Sea☆A
- Sena
- SKE48
- Sphere
- Suara
- Сюхэй Кита
- Тацухиса Судзуки
- Тосиюки Морикава
- Уи Миядзаки
- Yousei Teikoku
- Yozuca*
- Yūmao
- Юко Гото
- YURIA